# سنجاب‌ماهی‌های پوست‌صدفی
سنجاب‌ماهی‌های پوست‌صدفی (نام علمی: Ostracoberyx) نام یک سرده از زیرراسته سوف‌ماهی‌شکلیان است.